# Tomàs Josep Dalmau i Garcia
Tomàs Josep Dalmau i Garcia (Barcelona, 1839 - Barcelona, 3 de gener de 1905) va ser un fabricant d'instruments científics. En 1881 va fundar la Societat Espanyola d'Electricitat, la primera empresa de Catalunya en oferir serveis de subministrament elèctric per empreses i particulars. També tingué un paper destacat en l'extensió del telèfon i el fonògraf a Catalunya.
Tomàs Dalmau es va casar amb Leonor Montero, amb la que tingué tres fills, Manuel (1866-1942), Francesc (1873-1947) i Josep, i quatre filles, Navidad, Leonor, Maria (- 1944) i Matilde. Un germà menor de Tomàs, Eduard, va regentar durant un temps un establiment a Cuba, dedicat també al negoci de venda i instal·lació d'aparells elèctrics.

## Els inicis
Era el primer fill de Francesc Dalmau i Faura i de María García Vizoso. El pare, natural de Manresa, era el propietari de la casa Dalmau i Fill, el primer establiment modern d'òptica i aparells científics a Barcelona. Els aparells elèctrics sembla que van entrar el 1855, de la mà d'un soci anomenat Ramon Rosselló i Maspons que els construïa, i ho van fer per quedar-se, tot i que aquesta col·laboració només va durar tres anys, a el cap dels quals Rosselló va tornar a treballar pel seu compte. En aquest mateix any Tomàs Dalmau, de 19 anys i havent aprés l'ofici de rellotger, s'incorporà al negoci familiar. El 1872 Francesc Dalmau constituí davant notari la societat Francesc Dalmau i Fill en la que es formalitzà la col·laboració de pare i fill en el negoci.
Ramon de Manjarrés i de Bofarull, director de l'Escola d'Enginyers Industrials de Barcelona, va visitar l'Exposició Universal de Viena de 1873 i allà va advertir les possibilitats de la màquina de Gramme, una dinamo fabricada per Zénobe-Théophile Gramme i que era el primer generador elèctric apte per a l'ús industrial. A proposta seva, l'Escola va decidir importar-ne una pel laboratori de Física Industrial. L'adquisició es feu a través de l'empresa dels Dalmau. Francesc i Tomàs van fer un viatge d'estudi a França i Anglaterra en el mes l'abril de 1874 per comprovar personalment les possibilitats que oferia l'invent i visitar diferents instal·lacions recentment efectuades, i entrevistar-se amb enginyers i tècnics. Finalment la dinamo va arribar el 1874 i a l'any següent es va adquirir una segona més potent.
A partir d'aquí es va començar a fer proves, primer col·locant un focus en un vaixell de guerra espanyol, per passar a fer proves més constructives amb un sistema d'enllumenat elèctric per a les fàbriques Xocolates Juncosa i Batlló Germans, i posteriorment usat de manera definitiva el 1875 per a la factoria de La Maquinista Terrestre i Marítima. S'aprofitava la força motriu generada per les màquines de vapor de les fàbriques per que la màquina Gramme la convertís en corrent continu per l'enllumenat.
L'enginyer gironí Narcís Xifra es va incorporar com a director tècnic de Francesc Dalmau i Fill. Professional competent, seria un dels motors de les innovacions tecnològiques que s'esdevindrien. Narcís Xifra es va casar amb una germana de l'esposa de Tomàs Dalmau.
El resultat dels assajos van ser tan positius que al maig de l'any 1876 Tomàs Dalmau es decidí a adquirir la patent Gramme per cinc anys i inicià la fabricació de dinamos. Per poder fer créixer amb tot el seu potencial el negoci de les instal·lacions elèctriques, els clients no es podien limitar a les empreses que tinguessin producció de força motiu per accionar les dinamos; la millor manera d'augmentar el número de clients era proporcionar fluid elèctric. Calia transformar l'empresa de forma que sense abandonar la instal·lació d'equips elèctrics, també es promogués la seva demanda mitjançant l'oferta de subministrament d'energia elèctrica.
Tomàs Dalmau s'incorporà com a membre de la Reial Acadèmia de Ciències i Arts de Barcelona el 3 de juny de 1876, presentant com a treball d'entrada un disc de Faraday, construït als seus tallers.

## La telefonia
Els Dalmau tingueren un paper protagonista en la introducció del telèfon a Catalunya. També a través de la seva empresa, l'Escola d'Enginyers Industrials de Barcelona va adquirir un telèfon Bell, el primer que arribava a l'estat espanyol, amb el qual es van fer les primeres proves a finals de 1877, molt pocs mesos després que Alexander Graham Bell presentés el seu aparell (el 12 de febrer d'aquest mateix any). Gairebé immediatament, el 27 de desembre, Narcís Xifra, va realitzar una prova de telefonia a més llarga distància (104 quilòmetres), entre Barcelona i Girona, utilitzant la línia telegràfica establerta entre les dues ciutats.

## La Societat Espanyola d'Electricitat
El 30 d'abril de 1881 Tomàs Dalmau va constituir junt amb altres socis, l'empresa Societat Espanyola d'Electricitat. amb el doble objectiu de fabricar maquinària i equipament elèctric així com produir i distribuir electricitat als seus clients. L'empresa tenia un capital social de 3.000.000 de pessetes (equivalents a uns 13.850.000 euros el 2020), dividides en 6.000 accions amb un valor nominal de 500 pessetes. Només es desemborsà el 30% del capital escripturat. El soci majoritari era Tomàs Dalmau amb un 33% de les accions, el qual havia aportat els tallers per a la fabricació d'equipament elèctric de la seva empresa, Francesc Dalmau i Fills. La resta del capital estava molt repartit entre gran nombre de socis particulars; Narcís Xifra va subscriure 20 accions.
Malgrat les energies esmerçades per fer créixer l'empresa, la demanda de clients particulars no era suficient i no s'assoliren grans clients (com l'enllumenat públic que estava en mans de les concessions de les companyies del gas, o la dels tramvies que no mostraren interès per canviar la tracció animal per l'elèctrica) així que el desembors efectiu del capital inicial únicament fos del 30% i el de la primera ampliació del 20%, les tensions de tresoreria sorgiren ben aviat. Tomàs Dalmau volia posà en circulació les accions que l'empresa tenia en autocartera per finançar les inversions, però no va trobar comprador. El 23 de març de 1884 els accionistes de la societat van aprovar la dimissió de Tomàs Dalmau.

## Tornada a l'òptica
El negoci de l'òptica va continuar. Després de la mort del seu pare el 1886, Tomàs Dalmau el va succeir com "Òptic, electricista, constructor". Sembla que va tenir diversos socis, i la raó social de l'empresa anava evolucionat: Arriete, Dalmau i Brunet Arriete i Dalmau. Cap a 1900 va prendre el relleu un dels seus fills, Josep, amb la raó social J. Dalmau Montero, Societat en Comandita, i es dedicaren a la fabricació d'instruments de precisió i petit material.